# Шевелюхін Олександр Анатолійович
Олекса́ндр Анато́лійович Шевелю́хін(27 серпня 1982, Козин, Київська область, УРСР) — український футболіст, захисник. Нині — помічник тренера резервної команди польського клубу «Гурник» (Забже).

## Ігрова кар'єра
Вихованець київського «Динамо». Почав професійну кар'єру в клубі «Динамо-3» і «Динамо-2». У 2003 році перейшов в криворізький «Кривбас». У Вищій лізі дебютував 4 травня 2003 в матчі проти київського «Динамо» (1: 0). Потім грав за полтавську «Ворсклу» та ужгородське «Закарпаття». Після знову грав за «Кривбас». Влітку 2007 року перейшов до маріупольського «Іллічівця». Допоміг виграти Першу лігу і вийти азовцям у Прем'єр-лігу. Влітку 2008 року перейшов в ФК «Львів». У команді дебютував 24 серпня 2008 року в матчі проти запорізького «Металурга» (2:1). Влітку 2009 року міг перейти в азербайджанський клуб «Сімург», але перейшов в луцьку «Волинь». У команді дебютував 19 липня 2009 року в матчі проти овідіопольського «Дністра» (1:5).
На початку 2010 року перейшов у футбольний клуб «Севастополь», допоміг команді виграти чемпіонат першої ліги і вийти в прем'єр-лігу. Дворічний контракт закінчився 1 грудня 2011 контракт, а клуб не виявив ініціативи у продовженні. 19 січня в ранзі вільного агента перейшов у футбольний клуб «Гурник», місто Забже, Польща.

## Досягнення
- Чемпіон Першої ліги: 1998/99, 1999/00, 2000/01, 2007/08
- Срібний призер Другої ліги: 1997/98